# Art Buchwald
Arthur Buchwald, ameriški humorist, satirik in kolumnist, * 20. oktober, 1925 Mt. Vernon, New York, ZDA, † 17. januar 2007, Washington, ZDA.
Arthur Buchwald je bil ameriški humorist in kolumnist ter prejmnik Pulitzerjeve nagrade.